# Infiniti Pro Series 2004
Infiniti Pro Series 2004 vanns av Thiago Medeiros.

## Delsegrare
| Datum        | Bana              | Vinnare         |
| ------------ | ----------------- | --------------- |
| 29 februari  | Homestead         | Phil Giebler    |
| 20 mars      | Phoenix           | Thiago Medeiros |
| 22 maj       | Indianapolis      | Thiago Medeiros |
| 3 juli       | Kansas Speedway   | Thiago Medeiros |
| 17 juli      | Nashville         | Thiago Medeiros |
| 25 juli      | Milwaukee         | Paul Dana       |
| 1 augusti    | Michigan          | P.J. Chesson    |
| 14 augusti   | Kentucky Speedway | P.J. Chesson    |
| 22 augusti   | Pikes Peak        | P.J. Chesson    |
| 11 september | Chicagoland       | Thiago Medeiros |
| 2 oktober    | Fontana           | James Chesson   |
| 16 oktober   | Fort Worth        | Thiago Medeiros |

## Slutställning
| Plats | Förare              | Poäng |
| ----- | ------------------- | ----- |
| 1     | Thiago Medeiros     | 513   |
| 2     | Paul Dana           | 379   |
| 3     | Arie Luyendyk Jr.   | 330   |
| 4     | P.J. Chesson        | 317   |
| 5     | Leonardo Maia       | 292   |
| 6     | Jesse Mason         | 283   |
| 7     | Rolando Quintanilla | 264   |
| 8     | Al Unser III        | 252   |
| 9     | Phil Giebler        | 215   |
| 10    | Billy Roe           | 164   |